# Antun Bizanti
Antun Bizanti (Kotor, 15. lipnja 1683. — Kotor, 4. travnja 1742.), hrvatski pravnik i povjesničar iz Crne Gore. Proučavao je izvornu građu za povijest Dalmacije i Boke kotorske, bio je savjetnik F. Riceputiju za rad na djelu Illyricum sacrum, nije ostavio nijednoga samostalna rada, a pripisuje mu se rukopis Kotorska kronologija (Cronologia di Cattaro).
Iz obitelji Bizanti, plemićke obitelji Hrvata iz Kotora.
Pravne znanosti završio i doktorirao iz obaju prava u Padovi. Dulje je živio u Mlecima gdje je prijateljevao s poznatim talijanskim književnikom i bibliofilom Apostolom Zenom. Vrativši se u Kotor, godinama je obavljao različite pravne dužnosti (više puta bio je član sudskoga kolegija). — Od mladosti se počeo intenzivno baviti proučavanjem izvora za povijest naših južnih krajeva, posebice Dalmacije i Boke kotorske. Kao veoma obrazovan i znalac Bizanti je bio informator, savjetnik i jedan od glavnih suradnika Filippa Riceputija za djelo Illyricum sacrum. Između 1717. i 1719. B. je Riceputiju napisao dvadeset pisama, koja su dijelom objavili S. Vulović, G. Zerboni, B. Desnica te G. Brajković i M. Milošević. Danas se o njima ništa ne zna i vjerojatno su netragom nestala. Ta epistolografska svjedočanstva s obilnim bibliografskim podacima znamenita su za političko-kulturne prilike u južnoj Hrvatskoj. Bizanti često ocjenjuje svoje suvremenike, koje vjerojatno zbog cenzure aluzivno označuje astronomskim i mitološkim pseudonimima. Zanimljivo je da se Bizanti nudio Riceputiju da napiše kritičko povijesno djelo o Slavenima. On je ugostio uglednoga stranca u svome domu kada je taj radi proučavanja putovao 1720. po Dalmaciji. Bizantijevim ispisima iz domaćih i inozemnih arhiva i knjižnica (navlastito u Mlecima) služili su se i Riceputijevi nasljednici Farlati i Coleti. Od mnoštva tih ispisaka nekoć su postojala u gimnazijskoj knjižnici u Zadru tri oveća rukopisa (Selecta fragmenta pontificalia ex archiviis venetis; Collectanea rerum ecclesiasticarum et civilium Spalatensium, Scadrensium et Ragusiensium ex archiviis venetis; De rebus Cathari sacris et profanis ex archiviis Catharensibus et Venetis), vjerojatno uništena u bombardiranju 1943. Koliko se zna, Bizanti nije ostavio niti jedan samostalan rad; doduše, bez potankosti se spominje Cronologia di Cattaro u rukopisu (nekad u obitelji Raffaelli), koja je, čini se, izgubljena već u 19. st. Od njegova skupljačkoga rada sačuvani su iscrpni izvodi iz Biskupskoga arhiva u Kotoru od 15. do 17. st. pod nazivom Benefizi di Chiese (u istoimenoj zbirci) te prijepis izvješća anonimnog pisca o Albaniji s opisom zemljopisnih značajki, iz 1570. (objavio Š. Ljubić u Starinama JAZU, knj. 12, 1880). U literaturi se navode i prijepisi latinskih pjesama Marina Bolice iz tiskane zbirke u Modeni te Ludovika Paskvalića (Rime volgari), oba datirana godinom 1722. Bizanti se zanimao i za narodne pjesme (među ostalima sačuvani su zapisi Gospin plač i Bugarke od Kotora), što svjedoči o njegovu dobrom poznavanju hrvatskoga jezika. Neki mu pripisuju (Vulović) i rukopisnu verziju domaće predaje oko čudotvorne slike Gospe od Škrpjela. Bizantijevih tragova ima i u Nadžupnom arhivu Perasta (Kazalo za Knjige privilegija peraške općine iz XVIII st.). Posjedovao je bogatu knjižnicu od koje je sačuvano mnogo knjiga (danas u Biskupskoj knjižnici u Kotoru). — Kao tipičan izdanak hrvatskog baroknog slavizma, s neznatnim izvornim prinosima, B. je prvenstveno zaslužan što je utjecao na Riceputija da povijest Južnih Slavena dobije zasluženo mjesto u sklopu svjetske povijesti. To je dobrim dijelom poslije i provedeno u Illyricumu sacrumu. Prema sačuvanoj dokumentaciji, vidljivo je da je Bizanti posjedovao odlike »povjesničara suvremenih koncepcija« (Brajković i Milošević). Bio je u tom pogledu napredan, zastupajući egzaktan i analitičan pristup, temeljen na izvorima. Nastavljajući tako zasade Ivana Luciusa, ostao je na žalost nedorečen, više-manje u okviru pomaganja i savjeta.
LIT.: Giuseppe Valentinelli: Specimen bibliographicum de Dalmatia et Labeatium. Venetiis 1842, 24. — Urbano Raffaeli (U. R.): Delle poesie volgari di Lodovico Pasquali di Cattaro. La Dalmazia, 1(1845) 32, str. 297. — Šime Ljubić: Dizionario biografico degli uomini illustri della Dalmazia. Beč 1856, 35. — Isti: Marijana Bolice Kotoranina Opis Sanžakata Skadarskoga od godine 1614. Starine JAZU, 1880, 12, str. 165 i 193. — Srećko Vulović: O dopisivanju između Antona dra Bizantia, kotorskog plemića i o. Filipa Riceputi-a. Program C. K. državne velike gimnazije u Kotoru 1886–87, str. 12–28. — Isti: Gospa od Škrpjela. Zadar 1887, 37, 58–59, 61–62, 63. — Isti: Bove d’oro, rukopisno djelo benediktinca Kotoranina o. Timoteja Cisilla. Program Velike gimnazije kotorske 1887–88, str. 25–27. — Miroslav Vanino: Illyricum sacrum i Filip Riceputi. Croatia sacra, 1(1931) 2, str. 259–262. — Isti: Illyricum sacrum i začetnik mu F. Riceputi. Vrela i prinosi, 1(1932) 1, str. 12, 20, 22. — Gioacchino Zerboni: Lettere del conte Antonio Bisanti da Cattaro al p. Filippo Riceputi S. I. (1717–1719). Archivio storioo per la Dalmazia, 11(1936) XXI/121, str. 49–54; 122, str. 55–65; 124, str. 149–160; 12(1937) XXII/129, str. 351–360. — Boško Desnica: Pisma Kotoranina Antuna Bizanti isusovcu o. Filipu Riceputi. Novo doba, 21(1938) 90, str. 15–16. — Risto Kovijanić i Ivo Stjepčević: Kulturni život staroga Kotora (XIV–XVIII vijek) 1–2. Cetinje 1957. — Domenico Caccamo: Bisanti, Antonio. Dizionario biografico degli Italiani, 10. Roma 1968, 643–644. — Gracija Brajković i Miloš Milošević: Proza baroka XVII i XVIII vijeka u Boki Kotorskoj. Titograd 1978.